# Xylorhiza venusta
Xylorhiza venusta là một loài thực vật có hoa trong họ Cúc. Loài này được (M.E.Jones) A.Heller miêu tả khoa học đầu tiên năm 1900.